# راوية البوسعيدية
راوية بنت سعود البوسعيدية، هي أول مرأة عمانية تتولي حقيبة وزارية. تولت البوسعيدية منصب وزير التعليم العالي منذ الثامن من مارس عام 2004، وهي رئيس مجلس جامعة السلطان قابوس. حصلت على درجة الدكتوراه من جامعة أكسفورد.
قبل تعيينها وزيرة للتعليم العالي، وكانت قد تبوأت سابقًا منصب وكيل وزارة التعليم العالي، أحرزت راوية تحسينات واسعة النطاق في الحالة التعليمية بعُمَان.